# سلطان مراد
سلطان مراد واپسین پادشاه حکومت آق‌قویونلوها فرزند سلطان یعقوب از همسرش گوهر خاتون و نوهٔ اوزون حسن بود. 
مراد بعد از مرگ آیبه سلطان از زندان آزاد شد و شیراز را تسخیر کرد و سپس در سال ۹۰۵ ه‍.ق به اصفهان حمله کرد و به جنگ با محمدی بیگ پرداخت. محمدی بیگ کشته و اصفهان از آن مراد شد. سلطان مراد در بهار سال  ۹۰۶ ه‍.ق در حدود قزوین و ابهر با الوند بیگ به جنگ پرداخت که حاصل این جنگ صلحی بود با این شرط که عراق عجم و فارس به سلطان مراد و آذربایجان و دیاربکر به الوند بیگ داده شود.
سلطان مراد در ۲۴ ذی‌الحجه ۹۰۸ ه‍.ق (۲۰ ژوئن ۱۵۰۳ م) در نزدیکی همدان با شاه اسماعیل یکم صفوی به جنگ پرداخت که چون شکست خورد به شیراز گریخت. از آن جا نیز به دزفول و بغداد به نزد باریک بیگ پُرناک رفت و پنج سال و نیم در آنجا حکومت کرد. در ۹۱۴ ه‍.ق که از توجه لشکریان قزلباش به جانب عراق هراسان شده بود، همراه باریک بیگ که فرمانروای بی چون و چرای آن دیار بود به قرامان روم رفت. 
در سال ۹۲۰ قمری (۱۵۱۴ میلادی)، سلطان مراد هنگامی که سلطان سلیم به جنگ با شاه اسماعیل می‌رفت به او ملحق شد و خواست در جنگ چالدران با او باشد ولی ملازمانش صلاح ندیدند و از سلیم جدا شد و به سمت دیاربکر رفت چون به اروفه رسید، آچه سلطان قاجار، که از سوی شاه اسماعیل حاکم آنجا بود با او درگیر شد و در نبرد، سلطان مراد را به قتل رساند و سر او با انگشترش را برای شاه اسماعیل فرستاد. آچه سلطان چون با هشتصد سوار هشت هزار نفر را شکست داده بود به قدورمیش خان معروف شد. این واقعه نه تنها به حیات سلطان مراد پایان داد، بلکه باعث انقراض نسل سلاطین آق قویونلو شد.

## منبع
- خواندمیر، غیاث‌الدین، تاریخ حبیب السیر، جلد ۳، صفحه ۴۶۵–۴۶۶، به اهتمام محمد دبیرسیاقی، ۱۳۶۲ خورشیدی
- روملو، حسن، احسن التواریخ، صفحه ۳۴–۳۸–۴۰، به اهتمام عبدالحسین نوایی، ۱۳۴۶ خورشیدی
- قزوینی، یحیی، لب التواریخ، صفحه ۲۳۱، به اهتمام محمدباقر نیرومند، ۱۳۶۳ خورشیدی
- خلاصۀ تاریخ جامع ایران، جلد دهم، قراقویونلو، حوری‌وش احمدی دستگردی

1. ↑  خلاصة التواریخ، ج ۱، ص ۱۳۳.